# Classe Vasilij Bykov
La  classe Vasilij Bykov (in cirillico: Василий Быков) anche nota come Progetto 22160, è una classe di corvette sviluppate negli anni 2010 per conto della Marina Russa ed in essa entrate in servizio nel 2018.
Progettate per compiti di pattugliamento, lotta al terrorismo e supporto alle unità in combattimento, queste unità sono state concepite per evolversi secondo un concetto modulare in quanto già predisposte per accogliere armamenti di grado superiore e con spazi dedicati all'installazione di sistemi d'arma e sensori stipati all'interno di container, quali la versione del missile Kalibr denominata Club-K. Ne è stata predisposta anche una versione da esportazione, denominata 22160E.
Al 2024, sono 3 le corvette di questa classe in servizio attivo nei ranghi della Flotta del Mar Nero.

## Storia
Se non diversamente indicato, i dati sono tratti da "Rivista italiana difesa".
Dal punto di vista della configurazione, la classe Vasilij Bykov, progettata dal Bureau Severnoye secondo moderni concetti basati su un'ampia modularità degli equipaggiamenti imbarcabili e prodotta dai cantieri Zelenodolsk Shipyard sul Volga e Zaiv Shpbuilding di Kerk, è caratterizzata da un accurato studio della conformazione delle superfici dello scafo e della sovrastruttura (praticamente senza interruzione di continuità) al fine di ottimizzare il più possibile le prestazioni in fatto di caratteristiche stealth.
Delle sei unità previste, la prima, la capoclasse Vasilij Bykov (numero identificativo 368) è stata impostata il 26 febbraio 2014, varata ad agosto 2017 e consegnata il 20 dicembre 2018. La seconda unita, battezzata Dimitriy Rogachev (numero identificativo 375), è stata impostata il 27 luglio 2014, varata l'8 aprile 2018 e consegnata l'11 giugno 2019. Esse saranno destinate essenzialmente alla Flotta del Mar Nero. Il 7 marzo 2022, nell'ambito dell'invasione militare russa dell'Ucraina, al largo di Odessa veniva colpita da unità della Marina militare ucraina la nave pattuglia russa Vasilij Bykov. La nave Sergey Kotov è stata affondata la notte fra il 4 e il 5 marzo 2024 dai droni navali a pilotaggio remoto Magura V5, nelle acque territoriali dell'Ucraina, vicino alla baia di Kerch al largo di Feodosia.

## Caratteristiche
Se non diversamente indicato, i dati sono tratti da "Rivista italiana difesa".
Lunghe 91,3 metri e larghe 4,8 metri, le Bykov hanno un equipaggio formato da 32 + 8 persone. Esse dispongono di un apparato motore su due assi con eliche a passo fisso, costituito da (a parte il primo esemplare che è dotato di due diesel tedeschi MAN) due diesel Kolomensky 16D49 da 6.000 HP che consente una velocità massima di 22,5 nodi. 
L'autonomia è pari a 6.000 miglia nautiche. I Diesel generatori dell'impianto elettrico sono quattro da 300 kW e uno da 100 kW.

### Elettronica di bordo
Se non diversamente indicato, i dati sono tratti da "Rivista italiana difesa".
I radar in dotazione alle Bykov sono rappresentati da tre apparati di navigazione del tipo Ametist MR-231 PAL-N e da un radar phased array tridimensionale (3D) MR-352 Pozitiv-ME 1-2 per ricerca aerea e di superficie. I PAL-N, le cui antenne rotanti sono installate sopra la plancia frontalmente e lateralmente, hanno una portata di 20 miglia nei confronti di unità del tipo fregata e 10 miglia nei confronti di un'unità del tipo motovedetta lanciamissili.
La risoluzione in distanza è pari a 25 m. 
Il Pozitiv-ME 1-2 sviluppato e prodotto dalla Typhoon Instrument Building Plant di Kaluga, con antenna planare rotante pesante 0,75 tonnellate sistemata nel radome cilindrico/emisferico (donde la designazione NATO di Cross Dome) ed installata sulla sommità del torrione. Funzionante in banda X (lunghezza d’onda compresa tra 2,75 e 3 cm, frequenza compresa tra 8 e 12 GHz), ha una portata strumentale di 128 km e può tracciare contemporaneamente fino a 4 bersagli aerei e di superficie. 
Esse sono dotate, inoltre, di un radar di controllo del tiro MR-123-02/3 Bagira asservito al cannone AK-176MA-01. Per intercettazione e disturbo/soppressione delle emissioni dei radar nemici provenienti da unità navali, da aerei o da seeker dì missili, sulle Bykov è presente il sistema TK-25E che opera unitamente al lancia chaff PK-10 Smely costituito da un complesso di 10 tubi da 120 mm. È presente un Sonar filabile Anapa-ME.

### Armamento
Se non diversamente indicato, i dati sono tratti da "Rivista italiana difesa".
Per quanto concerne l’armamento, va messo in evidenza che le Project 22160 sono state concepite per essere adatte ad ospitare uno schema di armamento di tipo modulare che può comprendere, nell’ambito della politica della Marina Russa volta a dotare le unità leggere di capacità offensive a lungo raggio, anche un sistema missilistico antinave e land attack basato sulla famiglia Novator Kalibr (SS-N-27 Sizzler) che impiega un complesso di Iancio costituito da 4 tubi del sistema Agat 3R/14 Uksk posto in posizione orizzontale nella zona poppiera sotto il ponte di volo ed elevabile verticalmente per il lancio. Esistono comunque alcuni disegni che mostrano la possibilità di un’installazione fissa nella sovrastruttura anteriore davanti alla plancia. 
L’armamento convenzionale principale è costituito da una torre Arsenal AK-176MA-01 da 76/59 mm, ultima evoluzione dell’AK-176 (introdotta nel 1979), caratterizzata da un guscio corazzato e da una sagomatura spigolosa antiradar.
Pesante 10 t e con settore verticale di puntamento da -15° a + 85°, la torre ha una cadenza di tiro selezionabile tra 30, 60 e 120 colpi/min. e può essere impiegata, oltre che contro unità navali, aerei e obiettivi terrestri, anche contro missili antinave (durante i test ha abbattuto un missile AT-3 Swatter simulante un Harpoon.
Al posto dell’AK-176 può essere comunque installata una torre A-220M dotata di una bocca da fuoco da 57 mm con cadenza di tiro di 300 colpi/min., gittata massima in verticale di 8 km e orizzontale di 12 km. 
Per le corte distanze sono disponibili 2 mitragliatrici pesanti KPVT da 14,5 mm con cadenza di tiro teorica di 450 colpi/min.
La difesa contraerea sui primi esemplari consegnati è rappresentata dal sistema Gibka, impiegante missili Igla/Igla-S, del tipo fire and forget, dotati di seeker passivo, con gittata compresa tra 500 m e 6.000 m e quota del bersaglio compresa tra 5 m e 3.500 m. 
È inoltre possibile, l’installazione del più performante sistema superficie-aria 3S90E-1 basato su 2 complessi a 8 celle per il missile a lancio verticale Sthil-1 con gittata compresa tra 2,5 e 32 km e quota del bersaglio compresa tra 15 m fino a 15 km. 
Per la difesa dagli attacchi condotti da assaltatori subacquei, quando la nave è all'ancoraggio, possono far ricorso a 2 lanciagranate DP-65 a 10 canne da 55 mm, con settore di puntamento verticale da -33° a + 48° e gittata compresa tra 50 e 500 m, che utilizzano munizionamento a razzo del the RG-55M e RGS-55. Ad essi si aggiungono 2 lanciagranate binati spalleggiabili Degtyarev DP-64 Nepryadva da 45 mm impieganti granate SG-45 e FG-45.
Relativamente alla componente aerea va detto che le Bykov dispongono di ponte di volo e di un hangar per accogliere elicotteri da 12 tonnellate come i Kamov Ka-27 Helix. Sono previsti anche due droni a comando remoto BPV-500, lunghi meno di 5 metri, in grado di trasportare un payload di 180 kg, con un'autonomia di cinque ore e mezza ed in grado di operare fino ad una distanza di 320 km dalla nave.

## Unità
| Nome              | Cantiere          | Impostata        | Varata           | In servizio      | Flotta              | Stato                                             |
| ----------------- | ----------------- | ---------------- | ---------------- | ---------------- | ------------------- | ------------------------------------------------- |
| Vasilij Bykov     | Zelenodolsk Volga | 26 febbraio 2014 | agosto 2017      | 20 dicembre 2018 | Flotta del Mar Nero | Attivo                                            |
| Dimitriy Rogachev | Zelenodolsk Volga | 27 luglio 2014   | 8 aprile 2018    | 11 giugno 2019   | Flotta del Mar Nero | Attivo                                            |
| Pavel Derzhavin   | Zaliv Kerk        | 18 febbraio 2016 | 21 febbraio 2019 | 27 novembre 2020 | Flotta del Mar Nero | Attivo                                            |
| Sergey Kotov      | Zaliv Kerk        | 8 maggio 2016    | 29 gennaio 2021  | 30 luglio 2022   | Flotta del Mar Nero | Affondata da droni navali ucraini il 5 marzo 2024 |
| Viktor Velikiy    | Zelenodolsk Volga | 25 novembre 2016 | -                | 2022             | Flotta del Mar Nero | In costruzione                                    |
| Nikolay Sipyagin  | Zelenodolsk Volga | 3 gennaio 2018   | -                | 2023             | Flotta del Mar Nero | In costruzione                                    |